# Stor-Fulvurn
Stor-Fulvurn är en sjö i Krokoms kommun i Jämtland och ingår i Indalsälvens huvudavrinningsområde. Sjön har en area på 3,4 kvadratkilometer och ligger 585 meter över havet. Stor-Fulvurn ligger i Gråberget-Hotagsfjällen Natura 2000-område. Sjön avvattnas av vattendraget Ammerån.

## Delavrinningsområde
Stor-Fulvurn ingår i det delavrinningsområde (711479-145021) som SMHI kallar för Utloppet av Stor-Fulvurn. Medelhöjden är 627 meter över havet och ytan är 12,39 kvadratkilometer. Räknas de 29 avrinningsområdena uppströms in blir den ackumulerade arean 158,13 kvadratkilometer. Ammerån som avvattnar avrinningsområdet har biflödesordning 2, vilket innebär att vattnet flödar genom totalt 2 vattendrag innan det når havet efter 290 kilometer. Avrinningsområdet består mestadels av skog (60 procent) och sankmarker (10 procent). Avrinningsområdet har 3,4 kvadratkilometer vattenytor vilket ger det en sjöprocent på 27,4 procent.